# Stanisław Gądecki
Stanisław Gądecki, né le 19 octobre 1949 à Strzelno en Pologne, est un prélat catholique polonais. Originaire de la voïvodie de Couïavie-Poméranie, il est devenu prêtre en 1973, puis évêque auxiliaire de Gniezno en [992. Il est élevé par le pape Jean-Paul II le 28 mars 2002 comme archevêque métropolitain de l'archidiocèse de Poznań. Il préside la Conférence épiscopale polonaise depuis 2014. Attaché à la famille traditionnelle, il intervient à plusieurs reprises pour réaffirmer que selon lui le mariage est l'union d'un homme et d'une femme, notamment au cours du Synode des évêques sur la mission de la famille dans l'Église et dans le monde en 2015.

## Biographie

### Jeunesse et éducation
Stanisław Gądecki est né le 19 octobre 1949 à Strzelno dans la voïvodie de Couïavie-Poméranie. Le 31 mai 1967, il réussit son examen de hautes-études.
Le 5 juin 1967 il est admis au séminaire primatial de Gniezno, où jusqu'en 1973 il y étudié la philosophie et la théologie, il soutient en 1973 une thèse intitulée « Herodeion à la lumière de l'histoire, de la géographie et de l'archéologie ». Il reçoit l'ordination sacerdotale le 9 juin 1973 en la cathédrale de Gniezno par le cardinal Stefan Wyszyński.

### Épiscopat
Stanisław Gądecki est élevé à la dignité épiscopale le 1er janvier 1992 par le pape Jean-Paul II, qui le nomme évêque auxiliaire de l'Archidiocèse catholique de Gniezno avec le siège titulaire de Rubicon, il reçoit la consécration épiscopale le 25 mars suivant des mains de son nouvel archevêque, le cardinal Józef Glemp.
Le 28 mars 2002 le pape Jean-Paul II le transfère au siège métropolitain de l'archidiocèse de Poznan, succédant ainsi à Juliusz Paetz (de). Le 25 octobre suivant il est admis au sein de l'ordre souverain militaire et hospitalier de Saint-Jean de Jérusalem, de Rhodes et de Malte comme chapelain conventuel ad honorem.
Le 28 mai 2014, le pape François le nomme conjointement avec le cardinal secrétaire d'État, membre de la Congrégation pour la doctrine de la foi. Le 22 mai 2015, le pape ratifie son élection par la conférence épiscopale polonaise comme père synodal pour le Synode des évêques sur la mission de la famille dans l'Église et dans le monde tenant lieu le mois d'octobre suivant. Au début de ce Synode, il rappelle que l'union de deux personnes de même sexe ne peut en aucun cas s’appeler un mariage, il rajoute qu'utiliser cette appellation faits de grands dommages à la culture qui s'est développée depuis deux mille ans. S'exprimant ensuite sur le cas des divorcés-remariés, il donne son refus à l'appel de certains demandant que la doctrine puisse évoluer en fonction des pays dans lesquels l'Église de trouve, rappelant que l'organisation de l'Église peut être différente dans des endroits différents, mais que cela ne peut être appliqué à la doctrine qui doit être unique.
Le 19 mars 2025, sa démission pour raison d'âge est acceptée.

## Prises de position

### Devoir de voter
Le 3 mai 2015, au cours de la messe en l'honneur de la fête de la bienheureuse vierge Marie Reine de Pologne, Stanisław Gądecki s'est exprimé au cours de l'homélie sur l'Élection présidentielle polonaise de 2015. En effet il explique que rappeler que voter est un droit et une obligation ne suffit pas, il est aussi important pour chacun de voter en conformité avec ses convictions morales et sans opposition avec sa foi. Il rappelle alors que sur les questions telles que le mariage, le respect et la défense de la vie de la conception à la mort naturelle, le droit et le devoir des parents à éduquer leurs enfants et la promotion du bien commun, sont des points où il ne peut y avoir des compromis.

### Neutralité dans l'enseignement
En juillet 2014, il intervient à la suite des propos de la ministre de l'éducation nationale de Pologne Joanna Kluzik-Rostkowska, celle-ci rappelle l'obligation d'impartialité religieuse et idéologique des autorités publiques et de l'État. Le prélat explique que cette affirmation est une « déclaration vide », et qu'il est « impossible d'y répondre » car cela reviendrait à empêcher les pouvoirs publics de prendre position sur des questions d'importance fondamentale. Il affirme aussi que l'enseignant doit pouvoir agir en conscience et prendre des décisions morales.

## Distinctions
- Chapelain conventuel ad honorem de l'ordre souverain de Malte (25 octobre 2002[6])